# Юзеф Майер
Ю̀зеф Гжѐгож Ма̀йер (на полски: Józef Grzegorz Majer) е полски лекар, физиолог, антрополог, енциклопедист, професор и ректор на Ягелонския университет, председател на Краковското научно дружество, член заложител и пръв председател на Академията на знанията, участва в Ноемврийското въстание (1830 – 1831) като лекар, депутат в Сейма на Галиция и Лодомерия.

## Трудове
- Charakterystyka fizyczna ludności galicyjskiej (1877) – в съавторство с Изидор Коперницки
- Zgodność oscylacji liczby osób przy rozdzielaniu różnej ludności według wzrostu (1880)
- O stuletnim życiu w krajach polskich w porównaniu z trwaniem życia prawidłowym (1880)
- Literatura fizjografii ziemi polskiej (1862)
- O teorii samorództwa (1847)
- Wpływ stanu meteorologicznego na śmiertelność (1845)
- O zębie jeżowca (1851)
- Przegląd potworów rybich (1841)